# 게하르트 에벨링
게하르트 에벨링(Gerhard Ebeling, 1912년 7월 12일 - 2001년 9월 30일) 독일 루터교 신학자이며, 해석학의 권위자이다. 어네스트 푹스와 함께 20 세기의 신 해석학의 주도적인 학자였다. 그는 베를린-슈테글리츠에서 태어나서 고등학교를 마치고 그곳에서 대학을 시작했다. 그는 마르부르크 대학교에서 루돌프 불트만(R. Bultmann)가 빌헬름 마우러(Maurer)에게 배웠고 취리히 대학교에서 에밀 브루너에게도 배웠다. 푹스와 더불어서 해석학적 신학에 크게 공헌을 하였다. 그 후 튀빙겐 대학교과 취리히 대학교에서 교수로 재직하였으며, 1962년 이후에는 취리히에서 해석학 연구소의 책임을 맡게 되면서 새로운 해석학의 기틀을 마련했다. 신학자 소기천에 따르면 루돌프 불트만의 제자였던 에벨링은 스승을 넘어 불트만과 칼 바르트 사이의 대립을 해석학적 신학을 통해 극복하려 했다고 한다.

## 신학
게하르트 에벨링은 '언어사건'이라는 말 대신에 '말 사건'이라는 표현을 한다. 물론 같은 의미이다. 에벨링은 "해설되어야 하고 해설이 필요한 것은 이제 더 이상 본문이 아니라고 한다. 이제 우리는 본문의 목적이 그 자체가 해설하고 조명하고 창조하는 것을 보는 것이라고 한다. 본문은 거기에 그 자체만을 위하여 있는 것이 아니라 본문의 기원이며 미래일 말 사건을 위하여 있는 것이다"라고 한다. 그러므로 언어사건(말 사건)은 계속적으로 일어난다고 한다. 해석자가 텍스트를 주장하는 것이 아니라 계속적으로 텍스트가 해석자를 주장한다는 것이다라고 한다.
에벨링은 한때 같은 진영에 몸을 담았던 칼 바르트(Karl Barth, 1886-1968)와 불트만(Rudolf Karl Bultmann, 1884-1976)의 가교를 놓는데, 바로 이 에벨링의 신학적 성취는 곧 '신학의 본질을 해석학'으로 보는 것이다. 신학을 논하기에 앞서 성서를 보는 관점에 있어서 유대-그리스도교적 전통이 해석 전통에 서 있다라는 것은 분명하다. (이는 1+1=2와 같은 식의 헬라[그리스] 전통과 상반된다) 성서의 곳곳에서 대중들은 예수 그리스도의 성서적 '해석'을 묻는다: "모세는 율법에 이러한 여자를 돌로 치라 명하였거니와 선생은 어떻게 말하겠나이까" (요한복음 8장 5절) 본질적으로 비유(parable)를 자신의 설교에 적극 사용했던 예수 그리스도의 말씀은 유대 전통의 해석 전통을 충실히 계승하고 있다. 사도행전에 따르면 무엇이라 명명하든 더 설득력 있는 말씀, 즉 더 강한 말씀이 더 약한 말씀을 집어삼킨다. "이와 같이 주의 말씀이 힘이 있어 흥왕하여 세력을 얻으니라" (사도행전 19:20) 해석은 곧 경합한다. 실제 고대 유대교의 텍스트 해석은 오늘날 일부 극단한 개신교 교파에서 볼 수 있는 '문자주의' 혹은 '강성-근본주의'적 관점을 전혀 찾아볼 수 없다. 그들은 언제나 '듣는' 말씀의 전통을 충실히 계승하는 가운데, 여기에 그치지 않고 그 시대에 맞는 말씀 해석을 새로이 발견했던 것이다. 그리고 에벨링에 있어 이러한 '해석'이라는 핵심-키워드가 신학으로까지 그 지평이 확대된다. 이를 예로 들어 보아 설명하자면 종교개혁과 종교개혁 직후의 개신교 정통주의에 관한 서술이 대표적이다. 에벨링은 개신교 정통주의를 그와 표면적으로 보기에는 상반되어 보이는 가톨릭의 후기 중세 스콜라주의와 묶어 비판한다. 그는 후기 중세 스콜라주의를 "교리의 과대 발전"이라 비판하며, 결국 후기 스콜라주의가 교리들을 '무시간적 진리로의 절대화'로 인도하는 자기 기만이라 명명하는 것이다. 그러므로 에벨링은 근본적으로 개신교에 뿌리를 박은 신학자인데 - 최근 많은 개신교 신학자들은 개신교적 색깔을 드러내지 않거나 드러내지 못하고 있다. 아마 대부분이 후자일 것이다 - 에벨링에게 있어 종교개혁은 신학을 위한 성경적이고 주석적 규범일 뿐만 아니라 새로운 종류의 교리를 향한 충동으로 이끌었으며 이렇게 해서 종교개혁자들의 노력들은 근본적으로 정당한 것이다. 실제로 에벨링은 루터의 신학이 과거와 근본적으로 다른 혁명을 일으켰다고 주장한다. 이는 대부분의 현대 가톨릭 신학자들과 많은 개신교 신학자들의 입장과 상반되는 것이다. 이들은 루터 신학의 가치를 현저히 격하시킨다. 루터는 아래로부터 쌓아올린 모든 신학적 잔재를 없애고, 위로부터의 신학을 최초로 '강력하게' 주장했다. (여기서 중요한 것은 강조점이다.) 그래서 에벨링은 루터 신학에 대한 깊은 이해를 보여준다. 그는 심지어 개신교정통주의를 종교개혁의 대립항으로 돌려세우는 과감함을 보인다. 이는 에벨링 신학의 핵심인 '신학의 본질은 해석학'이라는 대명제와 맞아떨어진다. 에벨링은 한 신학 체계의 절대화를 신중하게 피해나가며, 하나님께 중심을 맞추는 신중한 학자다.

## 같이 보기
- 신 해석학
- 어네스트 푹스
- 해석학 (철학)

## 작품
- Evangelische Evangelienauslegung. Eine Untersuchung zu Luthers Hermeneutik. 1942 (= Ebelings Dissertation)
- Das Wesen des christlichen Glaubens. 1959
- Wort und Glaube, 4 Bände. 1960–1995
- Wort Gottes und Tradition. Studien zu einer Hermeneutik der Konfessionen. 1964
- Luther. Einführung in sein Denken. 1964; ISBN 3-16-143581-8(Tb.)
- Lutherstudien, 3 Bände (in 5 Teilbänden). 1971–1989.
- Einführung in theologische Sprachlehre. 1971; ISBN 3-16-132511-7
- Dogmatik des christlichen Glaubens, 3 Bände. 1979, 4. Auflage 2012; ISBN 978-3-16-151028-1
- Predigten eines „Illegalen“ aus den Jahren 1939–1945. 1995; ISBN 3-16-146371-4
- Luthers Seelsorge. Theologie in der Vielfalt der Lebenssituationen an seinen Briefen dargestellt. 1997; ISBN 3-16-146712-4